# Fußball-Landesliga Rheinhessen 1948/49
Die Fußball-Landesliga Rheinhessen 1948/49 war die vierte Spielzeit der höchsten Amateur-Spielklasse im Landesteil Rheinhessen des Landes Rheinland-Pfalz nach dem Zweiten Weltkrieg. Die Landesliga war unterhalb der Gruppe Nord der damaligen 1. Liga Südwest (auch Zonenliga Nord genannt) angesiedelt. Die SpVgg Ingelheim wurde Rheinhessenmeister 1949, verpasste aber in der anschließenden Aufstiegsrunde den Aufstieg in die 1. Liga Südwest. Der FV Budenheim stieg aus der Landesliga ab.
Die vier Vereine aus dem Raum Worms (Alemannia Worms, Blau-Weiß Worms, VfR Alsheim und SG Vorwärts Osthofen) wechselten zur folgenden Saison 1949/50 in die Landesliga Vorderpfalz.

## Abschlusstabelle
| Pl. | Verein                | Sp. | Tore  | Punkte |
| --- | --------------------- | --- | ----- | ------ |
| 01. | SpVgg Ingelheim       | 20  | 75:27 | 30:10  |
| 02. | Hassia Bingen         | 20  | 50:29 | 27:13  |
| 03. | Alemannia Worms       | 20  | 42:22 | 24:16  |
| 04. | Blau-Weiß Worms       | 20  | 64:64 | 21:19  |
| 05. | VfR Alsheim           | 20  | 42:43 | 21:19  |
| 06. | Eintracht Mombach (N) | 20  | 27:28 | 20:20  |
| 07. | Fontana Finthen       | 20  | 32:36 | 19:21  |
| 08. | FSV Oppenheim         | 20  | 34:53 | 17:23  |
| 09. | SG Vorwärts Osthofen  | 20  | 40:58 | 14:26  |
| 10. | SG 1946 Bretzenheim   | 20  | 36:57 | 14:26  |
| 11. | FV Budenheim          | 20  | 45:70 | 13:27  |